# Хутор имени Тельмана (Ставропольский край)
И́мени Те́льмана (бывш. Блюменфельд, нем. Blumenfeld, Луговой; Верхний Тельман) — хутор в составе Минераловодского городского округа Ставропольского края России.

## География
Расстояние до краевого центра: 141 км. Расстояние до административного центра округа: 11 км. В 15 км к северо-востоку от Пятигорска.

## История
Образован в 1923 году:12 как лютеранский хутор Блюменфельд (Луговой). Относился к лютеранскому приходу Пятигорска. Входил в состав Горячеводского района Орджоникидзевского края. Позднее был переименован в честь лидера немецких коммунистов Эрнста Тельмана. До 2015 года относился к муниципальному образованию «Сельское поселение Ленинский сельсовет» Минераловодского района Ставропольского края.

## Население
| 1925 | 1926 | 1989 | 2002 | 2010 | 2014 | 2021 |
| ---- | ---- | ---- | ---- | ---- | ---- | ---- |
| 99   | ↘66  | ↗73  | ↘50  | ↗88  | ↘76  | ↗92  |

Национальный состав
В 1926 году полностью немецкий хутор.
По данным переписи 2002 года, 68 % населения — русские.